# Ghislain Baury
Ghislain Baury es un historiador francés, hispanista y especialista en el monacato cisterciense. Profesor de la Universidad de Maine, es miembro del comité de redacción de la revista científica Cîteaux Commentarii cistercienses.
Es autor de obras como La dynastie Rouvière de Fraissinet-de-Lozère: les élites villageoises dans les Cévennes protestantes d'après un fonds d'archives inédit (1403-1908) (Nouvelles presses du Languedoc, 2011) y Les religieuses de Castille. Patronage aristocratique et ordre cistercien xiie-xiiie siècles (Presses Universitaires de Rennes, 2012), esta segunda —en origen su tesis doctoral, de 1999— un estudio sobre diversos monasterios femeninos de la Orden del Císter, en concreto los de Cañas y Herce (ambos en la actual La Rioja) y Vileña (actual provincia de Burgos), con prólogo de Adeline Rucquoi.